# Bend Ova
"Bend Ova" é um single do rapper e produtor musical estadunidense Lil Jon lançado em 22 de julho de 2014 como acompanhamento para o seu single anterior Turn Down for What. A canção tem a participação especial do rapper estadunidense Tyga.

## Faixas
| Descarga digital |                       |         |  |
| N.º              | Título                | Duração |  |
| 1.               | "Bend Ova" (com Tyga) | 3:46    |  |

## Desempenho nas paradas
| Paradas (2014)                                    | Melhor posição |
| ------------------------------------------------- | -------------- |
| Alemanha (Deutsche Black Charts)                  | 3              |
| Austrália (ARIA)                                  | 48             |
| Canadá (Canadian Hot 100)                         | 53             |
| Estados Unidos (Billboard Hot 100)                | 92             |
| Estados Unidos (Billboard Dance/Electronic Songs) | 10             |
| Estados Unidos (Billboard Hot Rap Songs)          | 19             |
| Estados Unidos (Billboard Rhythmic)               | 13             |
| Estados Unidos (Billboard Mainstream Top 40)      | 38             |
| Nova Zelândia (Recorded Music NZ)                 | 40             |